# Tazarte
Tazarte (Jesús Tazarte Santana Ramos, municipio de Moya, Gran Canaria, 25 de junio de 1997) es una celebridad de internet, artista, cantante, bailarín, actor, autor y creador de contenido español. Es conocido por su particular estilo al narrar su vida en redes sociales, sus mensajes inspiradores y la publicación de su primer libro "Querido Diario Esencial: Aprender a existir".

## Reseña biográfica
Tazarte nace en el municipio Gran Canario de Moya. A temprana edad descubre su inquietud por las artes escénicas, desarrollando sus habilidades en teatro, danza y canto. Estudia en el centro coreográfico de Las Palmas con Anatol Yanowsky y Carmen Robles y cursa el bachillerato de Artes Escénicas en el IES Pérez Galdós antes de mudarse a Madrid para estudiar la carrera de Artes Escénicas en la escuela de Carmen Roche y Víctor Ullate Roche. Ahí comienza su andadura profesional como artista multidisciplinar antes de mudarse a Londres donde recibió una beca de talento en The Urdang Academy donde terminaría su segunda carrera especializándose en canto. Durante la pandemia del COVID-19 comenzó su andadura en redes sociales.

## Carrera Profesional
Tras interpretar a Benito Pérez Galdós con un fragmento de su texto "La casa de Shakespeare" para la inauguración de la Casa-Museo Pérez Galdós, y trabajar en su primera gira teatral en la obra "El cadáver del señor García" de Enrique Jardiel Poncela, una vez se muda a Madrid, alternando con la vida de estudiante, trabaja en distintos ámbitos del sector cultural de la ciudad. Trabajó en espectáculos de Cafés-teatros de Madrid donde creaba sus propias propuestas escénicas y en piezas de arte de acción para el Museo Nacional Centro de Arte Reina Sofía. También participó como cuerpo de baile en la compañía de Maurice Béjart. Trabajó en "La Familia Addams, el musical" y en la gira de "A quién le importa" un musical inspirado en la música original de Alaska y Dinarama. Aparte de su faceta como intérprete también tuvo sus inicios en el ámbito de la dirección teatral en su rol como asistente de dirección en "La Flauta Encantada", una versión infantil para el Teatro Real (Madrid) de "La flauta mágica" de Wolfgang Amadeus Mozart.
Tras finalizar la carrera en Madrid, se muda a Londres donde cursa su segundo grado superior mientras trabaja como bailarín principal en BOP Jazz Uk Dance Company, hasta que comienza la Pandemia de COVID-19. Durante este tiempo inicia en el mundo de las redes sociales. En cuestión de un año ya sería embajador de Prime video y empezaría a trabajar para marcas como Telefónica, HBO, Vodafone TV, Atresplayer, Mercedes-Benz Fashion Week Madrid, Back Market, Spotify, Iberdrola, Benefit Cosmetics...
Aparte de su labor como embajador de marcas, se ha convertido en una personalidad frecuente en eventos de importancia cultural como el estreno mundial de El Señor de los Anillos: los Anillos de Poder, The Fall Guy (película de 2024), Culpa mía, o los premios "ídolo" de Dulceida entre muchas otras.
En junio de 2024 publicó su primer libro "Querido Diario Esencial: Aprender a existir" con la Editorial Planeta, la cual a pocos meses de su publicación ya ha impreso su segunda edición.

## Distinciones
- Nominado a "Mejor creador de contenido" Premios TikTok, año 2021.
- Mención entre las 50 personas más influyentes de la lucha LGTB de canarias 2024, por el periódico La Provincia (Canarias)